# 落坡岭站
落坡岭站，原名清水涧站，是丰沙铁路和京门铁路（或称：大台铁路）上的一个火车站。该站位于北京市门头沟区大台街道落坡岭社区境内，距离北京站50公里，沙城站71公里。车站北侧紧邻落坡岭水库。

## 历史
落坡岭站始建于1939年。初为日本占领期间修建京门铁路支线（既大台铁路）的车站，后修建丰沙铁路时在此汇合。
本站计划于2023年4月拆除。

## “拍车圣地”
落坡岭车站北侧的水库是个可以看风景与垂钓的地点，因为其交通便利、环境优美也被铁路爱好者认为是北京境内的丰沙铁路上一个看火车、拍火车的好地点。不少铁路爱好者在落坡岭站内遗留两节废弃的守车车身上涂鸦留念。

## 图片
- 落坡岭车站站牌（京门线）
- 丰沙铁路落坡岭站站台
- 8K型电力机车牵引货车通过落坡岭站
- 该站附近的落坡岭水库被认为是看火车、拍火车的好地点
- Z298次列车进入落坡岭站
- 落坡岭站上带有涂鸦的守车